# Бирючий (Воронежская область)
Бирю́чий — посёлок в Грибановском районе Воронежской области.
Входит в состав Калиновского сельского поселения.

## Население
| 2010 |
| ---- |
| 13   |

## Улицы
В посёлке имеются две улицы: Дорожная и Запрудная.